# Reet Palm
Reet Palm (desde 2014 Palm-Killing; nascida a 14 de setembro de 1959, em Tartu) é uma remadora e treinadora da Estónia.
Em 1978 ela ganhou a medalha de bronze no Campeonato Mundial de Remo.
Entre 1975 e 2007 ela tornou-se 18 vezes campeã da Estónia em diferentes disciplinas de remo.
Desde 1991 ela trabalha como treinadora de remo. Um dos seus alunos foi Allar Raja.

## Prémios
- 1978 e 1979: Atleta do Ano da Estónia.[1]